# 이서우 (1584년)
이서우(李瑞雨, 1584년~1637년 1월)는 조선시대 후기의 무신으로 병자호란 때 청나라 군사와 싸우던 중 전사하였다. 자는 무경(茂卿). 본관은 광주.

## 생애
경상북도 칠곡 출신. 자는 무경(茂卿). 고려말 둔촌 이집의 후손. 증병조참판(贈兵曹參判) 이광복(李光復)의 아들이며, 삭담 이윤우(李潤雨)의 사촌 동생이다. 인조조에 무과에 급제하여 용양위 부사과 등을 역임하였다. 1637년 병자호란이 발생하자 그해 1월 영군 500명을 이끌로 상경, 경기도 광주 죽산쌍령에서 호병과의 전투 중 전사하였다. 사후 중훈대부 군기시부정에 증직되었다.